# Agabio di Novara
Agabio di Novara (... – Novara, 10 settembre 440) è stato il secondo vescovo di Novara. È venerato come santo dalla Chiesa cattolica.

## Biografia
Il nome di Agabio è legato alla vicenda di san Gaudenzio, vescovo di Novara, del quale fu uno dei discepoli e colui che si preoccupò della sepoltura del maestro nella basilica extramurana presente in città all'epoca (che verrà poi demolita nel XVI secolo).
Di lui si sa che ancora vivente Gaudenzio, venne da questi prescelto quale suo successore al trono episcopale novarese. Durante il suo episcopato fu fiorente in tutta la diocesi la costruzione di monumenti e chiese cristiane.
Alla sua morte venne sepolto lungo la strada per Milano e sulla sua tomba venne poi costruita una chiesa a lui dedicata. Nell'anno 890, il vescovo di Novara Cadulto fece traslare le sue reliquie nella basilica di San Gaudenzio, dove ancora oggi si trovano, per proteggerle dalle incursioni dei barbari magiari.